# فرودگاه بین‌المللی اتر

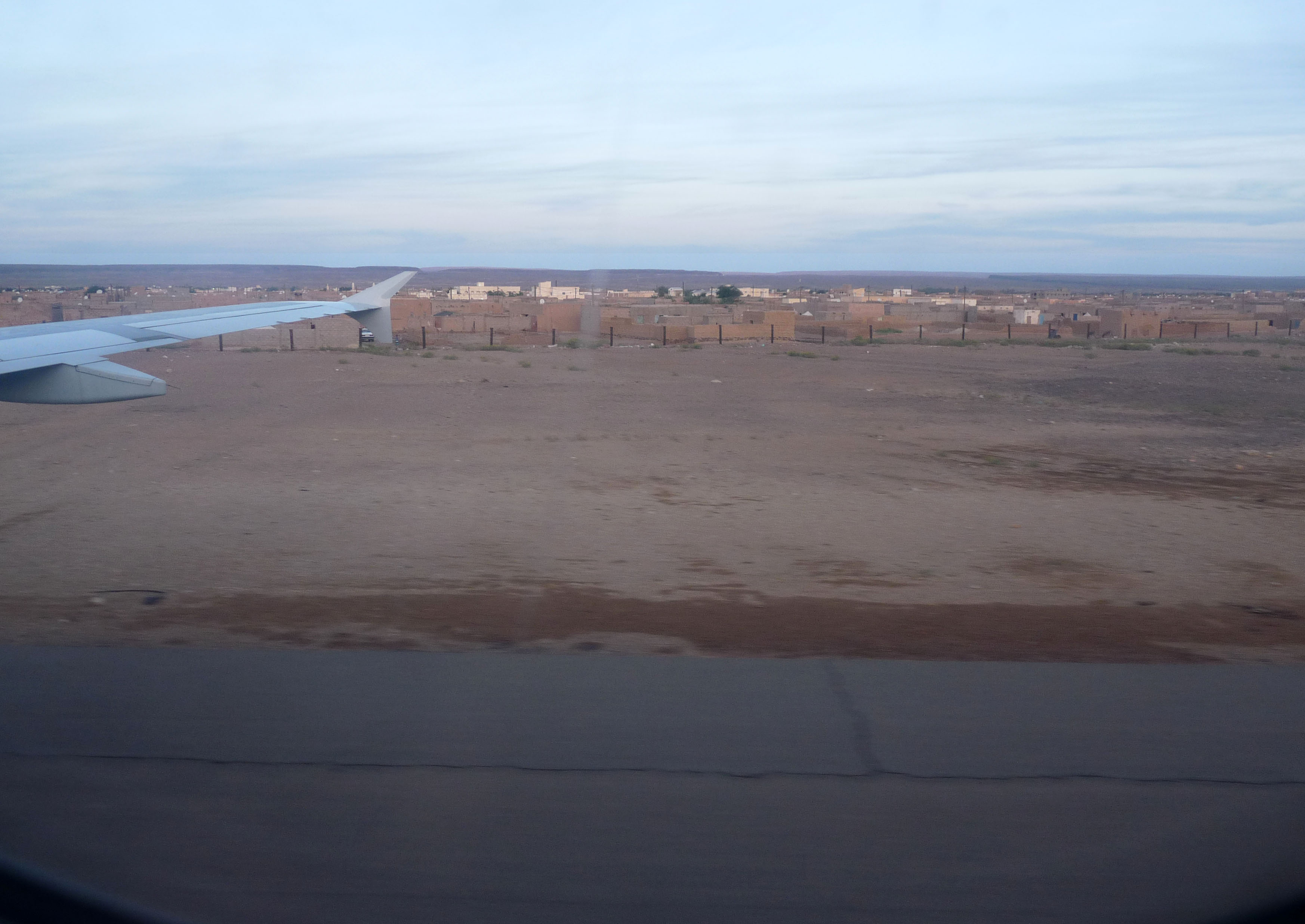
تصویرکاربر از باند فرودگاه

فرودگاه بین‌المللی اتر (به انگلیسی: Atar International Airport) یک فرودگاه همگانی با کد یاتا ATR است که یک باند فرود آسفالت دارد و طول باند آن ۳۰۰۴ متر است. این فرودگاه در کشور موریتانی قرار دارد و در ارتفاع ۲۳۱ متری از سطح دریا واقع شده‌است.